# De andra gudarna
De andra gudarna, engelsk originaltitel The Other Gods, är en novell av den amerikanske författaren H.P. Lovecraft som skrevs i augusti 1921. Den utkom första gången i den amerikanska fantasytidskriften The Fantasy Fan i november 1933.
Den utkom i en första svensk översättning 1973 i novellsamlingen "Skräckens labyrinter".

## Handlingen
Barzai, präst och profet i tron på de äldre gudarna, bestämmer sig för att bestiga berget Hatheg-Kla tillsammans med sin unge lärjunge Atal. Där väntar även de andra gudarna.